# 문예로 (대전)
 문예로(Munye-ro)는 대전광역시 서구 탄방동 한가람네거리에서 서구 둔산동 둔산대공원삼거리를 잇는 도로이다.

## 주요 경유지
대전광역시
- 서구 (탄방동, 만년동)

## 노선
| 이름             | 접속 노선                        | 소재지     | 소재지 | 소재지 | 비고 |
| ---------------- | -------------------------------- | ---------- | ------ | ------ | ---- |
| 한가람네거리     | 문정로 탄방로                    | 대전광역시 | 서구   | 탄방동 |      |
| 목련네거리       | 둔산남로                         | 대전광역시 | 서구   | 탄방동 |      |
| 크로바네거리     | 둔산로                           | 대전광역시 | 서구   | 둔산동 |      |
| 한마루네거리     | 둔산중로78번길 문정로            | 대전광역시 | 서구   | 둔산동 |      |
| 햇님네거리       | 둔산북로                         | 대전광역시 | 서구   | 둔산동 |      |
| 모정네거리       | 대전광역시도 제16호선 (한밭대로) | 대전광역시 | 서구   | 둔산동 |      |
| 둥지네거리       | 청사로                           | 대전광역시 | 서구   | 둔산동 |      |
| 둔산대공원삼거리 | 둔산대로                         | 대전광역시 | 서구   | 둔산동 |      |